# کیت مالت‌هاوس
کریستوفر لوری " کیت " مالت‌هاوس (زاده ۲۷ اکتبر ۱۹۶۶) یک سیاستمدار و تاجر بریتانیایی است که از ۶ سپتامبر تا ۲۵ اکتبر ۲۰۲۲ به عنوان وزیر آموزش بریتانیا خدمت کرد. او که یکی از اعضای حزب محافظه کار است، قبلاً از ژوئیه تا سپتامبر ۲۰۲۲ به عنوان صدراعظم دوک لنکستر و از سال ۲۰۱۹ تا ۲۰۲۲ وزیر امور جنایی،  پلیس و آتش‌نشانی در وزارت کشور بریتانیا و وزارت دادگستری بریتانیا بود. مالت‌هاوس از سال ۲۰۱۵ عضو پارلمان (MP) از همپشر شمال غربی است.
مالت‌هاوس از سال ۱۹۹۸ تا ۲۰۰۶ در شورای شهر وست مینستر خدمت کرد و از سال ۲۰۰۴ تا ۲۰۰۶ معاون رهبر شورای شهر بود. او از سال ۲۰۰۸ تا ۲۰۱۶ به عنوان یکی از اعضای محافظه کار مجمع لندن برای غرب مرکزی خدمت کرد. او نماینده شهر وست مینستر، شهر لندن از همرسمیت و فولام، و منطقه سلطنتی کنزینگتون و چلسی بود. او در زمان بوریس جانسون، شهردار وقت لندن، از سال ۲۰۰۸ تا ۲۰۱۲ به عنوان معاون شهردار در امور پلیس و معاون شهردار در بخش تجارت و شرکت از سال ۲۰۱۲ تا ۲۰۱۵ خدمت کرد.
مالت‌هاوس در انتخابات عمومی سال ۲۰۱۵ به عنوان عضو پارلمان همپشایر شمال غربی انتخاب شد. پس از تغییر کابینه در سال ۲۰۱۸، مالت‌هاوس به عنوان معاون پارلمانی وزیر در وزارت کار و بازنشستگی منصوب شد. پس از اینکه دومینیک راب به عنوان وزیر خروج از اتحادیه اروپا منصوب شد، مالت‌هاوس از سال ۲۰۱۸ تا ۲۰۱۹ به عنوان وزیر امور مسکن و برنامه‌ریزی خدمت کرد.